# Cantó de Caors-Sud
El cantó de Caors-Sud és un cantó francès del departament de l'Òlt, situat al districte de Caors. Té 5 municipis i el cap és Caors.

## Municipis
- Caors
- Arcambald
- La Bastida de Marnhac
- Lo Montat
- Trespotz e Rassièls

## Història
| Data d'elecció                           | Identitat     | Partit | Qualitat |
| ---------------------------------------- | ------------- | ------ | -------- |
| 1979-1985                                | Henri Thamier | PCF    |          |
| 1985-1998                                | Pierre Mas    | UDF    |          |
| 1998-                                    | Gérard Miquel | PS     |          |
| les dades anteriors no són pas conegudes |               |        |          |
|                                          |               |        |          |